# Waqf de Jérusalem
Le Waqf est dans la tradition musulmane une fondation pieuse, perpétuelle et inaliénable. Le Waqf de Jérusalem, dont l'origine remonte à Saladin, administre les lieux saints musulmans de cette ville et, à ce titre joue un rôle important dans leur histoire moderne, particulièrement depuis que les Israéliens ont pris la vieille ville de Jérusalem, lors de la guerre des Six Jours en 1967 puis l'ont annexée, en confiant l'administration du Waqf hiérosolymitain aux Jordaniens. 

## Histoire
Depuis les accords d'armistice de 1949, la Jordanie contrôlait le Waqf, nommait le Grand mufti de Jérusalem et le chef du Conseil musulman suprême. La Jordanie payait aussi les fonctionnaires du Waqf.
En juin 1967, Israël conquiert la vieille ville. Toutefois, quelques heures après la conquête, le général Moshe Dayan, ministre de la Défense, confie l'administration des lieux saints musulmans au Waqf et interdit l'accès pour la prière des juifs. Le Waqf administrait alors l'ensemble des sites religieux de Cisjordanie. Cette décision de Moshe Dayan constitue la base du statu quo qui prévaut aujourd'hui sur l'esplanade des Mosquées / mont du Temple.
Lors des négociations de paix entre Israéliens et Jordaniens en 1994, les deux parties signèrent le 25 juillet 1994 la déclaration de Washington qui stipule qu'« Israël respecte le rôle du Royaume hachémite de Jordanie dans les lieux saints musulmans de Jérusalem ». Cette déclaration est reprise dans le traité de paix israélo-jordanien de septembre 1994.
Toutefois, l'OLP de Yasser Arafat s'oppose alors à la position jordanienne et rejette la confirmation du rôle des Jordaniens sur l'administration des lieux saints, bien que le roi Hussein de Jordanie promette que la Jordanie céderait ses responsabilités aux Palestiniens dès qu'un accord israélo-palestinien définitif sur Jérusalem serait trouvé. Lors de la conférence de Casablanca en décembre 1994, l'Organisation de la coopération islamique soutient la position palestinienne et déclare que les responsabilités jordaniennes doivent être transmises à l'Autorité palestinienne ; cette organisation reconnaît en effet la souveraineté palestinienne sur Jérusalem, contrairement à la Jordanie du roi Hussein, très sceptique sur cette éventualité. Les Jordaniens préféraient séparer domaines religieux et politique et garder le contrôle du premier. Les accords de janvier 1995 entre l'Autorité palestinienne et la Jordanie omettent totalement la clause sur les lieux saints du traité israélo-jordanien. Cependant, lors de la cérémonie de signature des accords le 26 octobre 1994, le roi Hussein de Jordanie avait spécifié que son pays continuerait à remplir son rôle dans les lieux saints de Jérusalem.
De façon à garder le contrôle du Waqf de Jérusalem, la Jordanie décide le 29 septembre 1994 de séparer le Waqf de Jérusalem de celui du reste de la Cisjordanie. Les Jordaniens cèdent au Waqf palestinien l'ensemble de la documentation concernant les affaires du Waqf en Cisjordanie, ne gardant que celle concernant Jérusalem. C'est alors Hassan Tahbub qui est ministre palestinien du Waqf et président du Conseil musulman suprême[pas clair]. À la mi-octobre 1994, le siège étant alors vacant, la Jordanie nomme comme nouveau grand mufti de Jérusalem Cheick Abd-el-Kader Abidin ; mais, le même jour, Arafat nomme Cheick Ikrima Saïd Sabri. Finalement, c'est ce dernier qui l'emporte.
En octobre 1996, à l'occasion d'un conflit financier, un accord fut trouvé entre Palestiniens et Jordaniens pour que le « protectorat » jordanien sur le « Noble sanctuaire » et le Waqf de Jérusalem continue. Hors des limites municipales de Jérusalem, le Waqf serait sous la responsabilité de l'Autorité palestinienne. Quant au Conseil musulman suprême, ses membres sont maintenant Palestiniens et supervisent le personnel du Waqf sous juridiction jordanienne.
Durant la vague de violence palestino-israélienne de l'automne 2015, un accord jordano-israélien est conclu le 24 octobre 2015 au sujet de la surveillance du site. Mais dès le 27, des divergences apparaissent entre Jordaniens et Israéliens sur ses modalités .
En février 2019, le gouvernement jordanien élargit le conseil du Waqf en le faisant passer de 11 à 18 membres. Pour la première fois, des responsables de l’Autorité palestinienne et des chefs religieux y sont nommés alors qu'il avait toujours été composé de personnes proches de la monarchie jordanienne.